# 中央エフエム
中央エフエム株式会社（ちゅうおうエフエム）は、東京都中央区、千代田区、港区、江東区の各一部地域を放送対象地域
として超短波放送（FM放送）を営む特定地上基幹放送事業者である。
Radio Cityの愛称でコミュニティ放送を行っている。

## 概要
1998年（平成10年）開局。
コンセプトは『地域とヒトに密着した、美しく正しい日本語とこだわりの音楽の大人のラジオ』。
従前の愛称はGinzaRADIOCITYであった。
映画やCMのプロデューサーの泉真躬が中心となり、区内の企業などが出資した株式会社を設立し初代代表取締役社長に就任した。
2011年（平成23年）から2022年（令和4年）まで代表取締役社長を務めた株式会社クラッセ代表でもある小松和也が、出資比率からマスメディア集中排除原則にいう支配関係にある。
開局当初の本社・演奏所（スタジオ）は日本橋茅場町の第2井上ビル
に、送信所が銀座（J-POWER本社ビル）にあった。
旧愛称に「Ginza」があったのは送信所の位置による。
放送局（現・特定地上基幹放送局）の呼出符号はJOZZ3AX-FM、呼出名称はちゅうおうエフエム、周波数84.0MHz、空中線電力は10Wで放送区域は中央区の一部地域。
2013年（平成25年）に、本社・スタジオは日本橋茅場町から京橋の東京スクエアガーデンに、送信所は歌舞伎座タワーに移転した。
可聴範囲は、中央区及び千代田区・港区・台東区・文京区・新宿区・江東区・墨田区・江戸川区の各一部と称している。
インターネット配信は、2012年（平成24年）に SimulRadioにより開始したが、2024年（令和6年）にJCBAインターネットサイマルラジオに変更した。
Lアラートを自動読み上げするシステム「ラジアラート」をサイエンスインパクトと共に開発、2016年（平成28年）より運用開始した。
中央区とは「災害・防災情報等の放送に関する協定」
を締結している。

## 沿革
- 1996年（平成8年）
  - 7月4日 - 中央エフエム株式会社設立[8]
  - 1998年（平成10年）
  - 1月26日 - 放送局の予備免許取得、送信所は新川のリバーシティー新川21、空中線電力は10W[9]
  - 5月27日 - 中央区と「災害・防災情報等の放送に関する協定」を締結[7]
  - 5月28日 - 放送局の免許取得、送信所は銀座のJ-POWER本社ビル[4][10]
  - 5月31日 - 開局[10]
- 2000年（平成12年）
  - 4月25日 - 空中線電力20Wへの増力許可[11]
- 2011年（平成23年）
  - 11月1日 - 緊急告知ラジオ（緊急告知FMラジオ）の販売開始[12]
- 2012年（平成24年）
  - 11月1日 - SimulRadioによるインターネット配信開始
- 2013年（平成25年）
  - 4月20日 - 本社・スタジオを移転
  - 6月3日 - 送信所を移転[13]、空中線電力を10Wに減力[14]
  - 11月11日 - 緊急告知ラジオの購入費助成事業（家庭向け販売）終了[15]
- 2015年（平成27年）
  - 3月31日 -事業者向け緊急告知ラジオ販売終了[16]
- 2016年（平成28年）
  - 4月 - ラジアラート運用開始[17]
- 2024年（令和6年）
  - 8月26日 - JCBAインターネットサイマルラジオによるインターネット配信開始
  - 8月31日 - SimulRadio、ListenRadioによるインターネット配信終了

## 番組
2025年（令和7年）5月現在
- クラシックのひろば（毎日 9:00 - 10:00・（再放送）月　- 火・木　- 金 16:00 - 17:00）
- Sophitsticated Music（平日 13:00 - 13:55、14:00 - 14:45）
- ママスタ♪（月 11:45 - 12:00、（再放送）土 12:30 - 13:00）
- 中央区からのおしらせ （月 10:30 - 10:40、木 - 金 21:30 - 21:40、月 - 金 21:30 - 21:40）
- 北原照久のラジオデイズ（月 22:00 - 22:30、（再放送）土 21:00 - 21:30）
- Hello! RADIO CITY （平日 12:00 - 13:00、（再放送）18:00 - 19:00）
- ウィークリー 声の架け橋 （平日 10:40 - 11:00・15:00 - 15:10、土・日 10:00 - 10:20・15:00 - 15:20、月 - 日 21:40 - 22:00）
- 京橋彩区のアートな広場（毎月1・3火曜 7:00 - 8:00、（再放送）毎月1・3週土曜 20:00 - 21:00）
- 中央区街角スケッチ（毎日 5:45 - 6:00、火 11:45 - 12:00、土・日 16:45 - 17:00、金 19:45 - 20:00、土 23:45 - 24:00）
- 水の都の橋ものがたり（水 11:40 - 12:00）
- 江戸の昔の河岸のおはなし（木 11:45 - 12:00、（再放送）日 11:45 - 12:00）
- 京橋区宝町 今昔よもやま噺（毎日 6:45 - 7:00、金 11:45 - 12:00、土 23:30 - 23:45、（再放送）日 12:45 - 13:00）
- ゆいがーる SHOKOとAYANEのMagic Hour（水 16:00 - 18:00）
- ドボクのラジオ（水 20:00 - 20:30、（再放送）日 12:00 - 12:30）
- 銀ぱちHook Up Bee to You!（最終水曜 20:30 - 21:00）
- 決定!レコ歌ベストテン（第1週木曜 19:00 - 21:00、それ以外の週は、20:00 - 21:00、（再放送）第1酒日曜 22:00 - 24:00、それ以外の週は、23:00 - 24:00）
- Fun! Fun! Fun!（金 19:00 - 19:45）
- テックニキ白坂一のイノベーションの種はココにある！（最終金曜 20:00 - 20:30）
- Awesome Rock （澤田修・金 21:00 - 21:30、（再放送）土 23:00 - 23:30）
- 懐かしみま唱歌（土 11:40 - 12:00）
- HIBARI HOUR（土 12:00 - 12:45）
- 教えて!熊川先生（土 13:00 - 13:30）
- 童謡百景（日 12:30 - 12:45）
- 思い出のグリーンクラス　- Country Music -（土・日 18:00 - 19:00）
- ラジオ掲示板（土・日 21:30 - 21:40）

### 過去
- ギンザ・エスプリカフェ （L'esprit Cafe de Ginza）
- Classical NouVeau
- 夜のエスプリカフェ（L'esprit Cafe de Nuit）
- シネマ・エスプリカフェ（L'esprit Cafe de Cinema）
- 東京湾大華火祭完全実況生中継
- 江戸家まねき猫のねこにゴハン
- 昭和歌物語

## 緊急告知ラジオ
中央区は、2011年（平成23年）11月より区民を対象に緊急告知ラジオの有償頒布をしている。
#沿革にある通り、当初は中央エフエムでも販売の受付けをしていたが家庭向けは2013年（平成25年）11月に、事業所向けは2015年（平成27年）3月末で終了した。
中央エフエム以外のFM放送・AM放送（NHK-FM放送、NHK第1放送、TBSラジオ、文化放送、ニッポン放送）も受信できる。
2022年（令和4年）より緊急告知ラジオは280MHz帯を使用する新型が導入され、旧型機の頒布も終了したが、継続して利用は可能で新型機と交換もできる。